# Hr.Ms. Bulgia (1954)

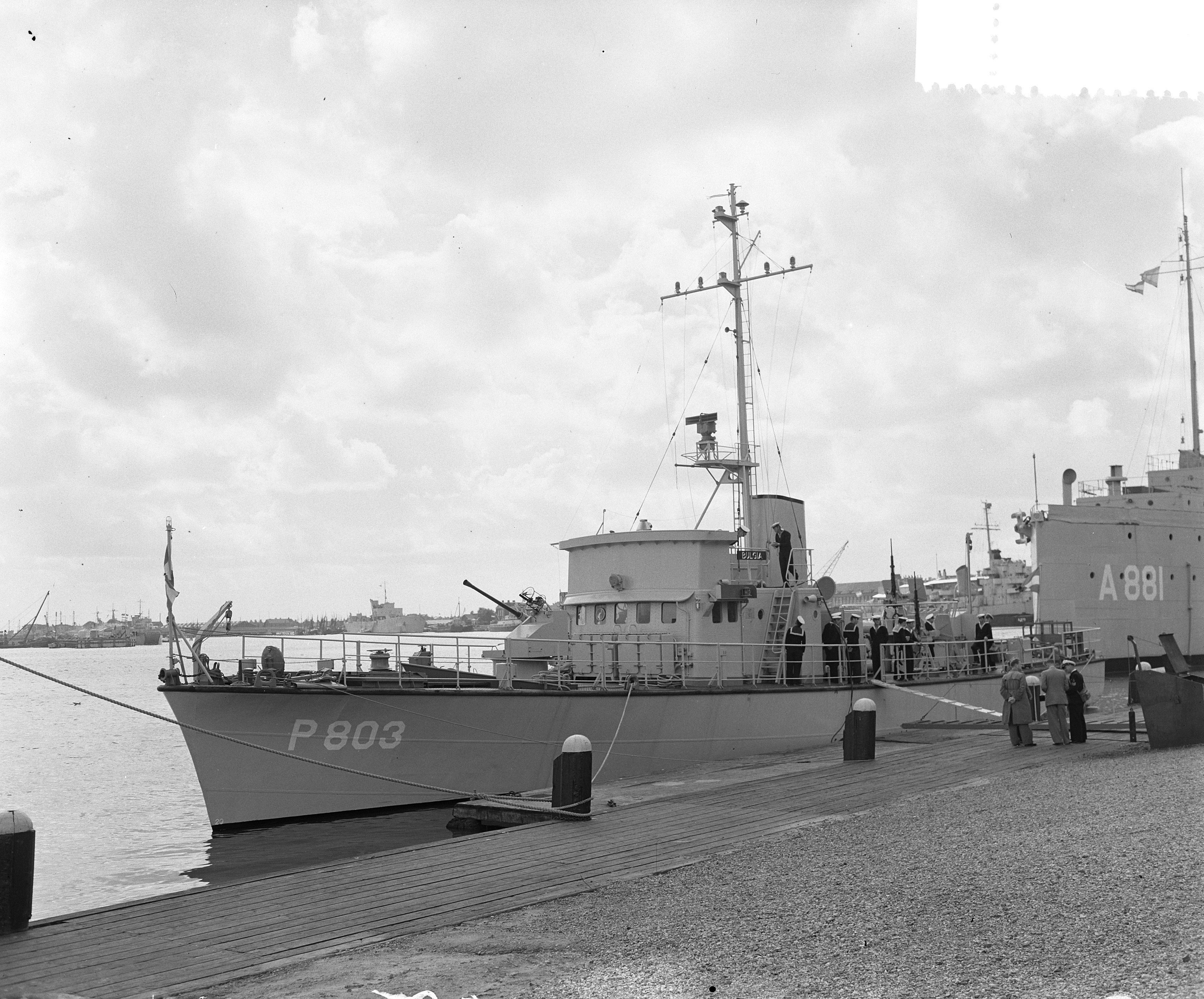
Indienststelling Hr. Ms. "Bulgia", Den Helder, 20 september 1954

De Hr. Ms. Bulgia  (P803) was een Nederlands patrouillevaartuig van de Balderklasse. 
De Hr.Ms. Bulgia deed dienst van 1954 tot 1996. Daarna werd de Hr.Ms. Bulgia uit dienst gesteld en in 1996 toegewezen aan het Zeekadetkorps Nederland dat het schip toewees aan het Zeekadetkorps Alkmaar.